# 莱莫埃尔
莱莫埃尔（法語：Les Moëres，法語發音：[le mɔɛʁ]，史上读作[le mwaʁ]）是法国上法蘭西大區北部省的一个旧市镇，属于敦刻尔克区。2016年1月1日，莱莫埃尔与市镇吉费尔德合并为新的吉费尔德。

## 地理
莱莫埃尔（51°0'53"N, 2°33'2"E）面积19.46 平方千米，位于法国上法蘭西大區北部省，该省份为法国最北部的省份及最长的省份，西北濒北海，西接加来海峡省，南至埃纳省和索姆省，东与比利时接壤。
与莱莫埃尔接壤的市镇（或旧市镇、城区）包括：吉费尔德、于克塞姆、瓦雷姆、翁斯科特。
莱莫埃尔的时区为UTC+01:00、UTC+02:00（夏令时）。

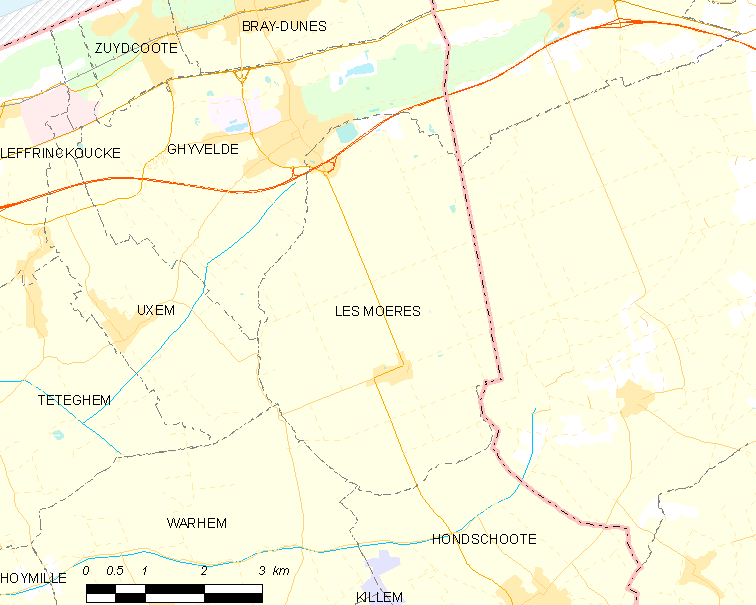
莱莫埃尔的OSM定位图

## 行政
莱莫埃尔的邮政编码为59122，INSEE市镇编码为59404。

## 政治
莱莫埃尔所属的省级选区为敦刻尔克第二县。

## 人口

1962-2008年间莱莫埃尔人口变化图示

莱莫埃尔于2018年1月1日时的人口数量为988人。